# کاستل گاندولفو
کاستل گاندولفو (به ایتالیایی: Castel Gandolfo) یک کومونه در ایتالیا است که در استان رم واقع شده‌است.

## خصوصیات
کاستل گاندولفو ۸٬۸۳۴ نفر جمعیت دارد و ۴۲۶ متر بالاتر از سطح دریا واقع شده‌است.

## خواهرخوانده
شهرهای Curepipe و Châteauneuf-du-Pape خواهرخوانده‌های کاستل گاندولفو هستند.

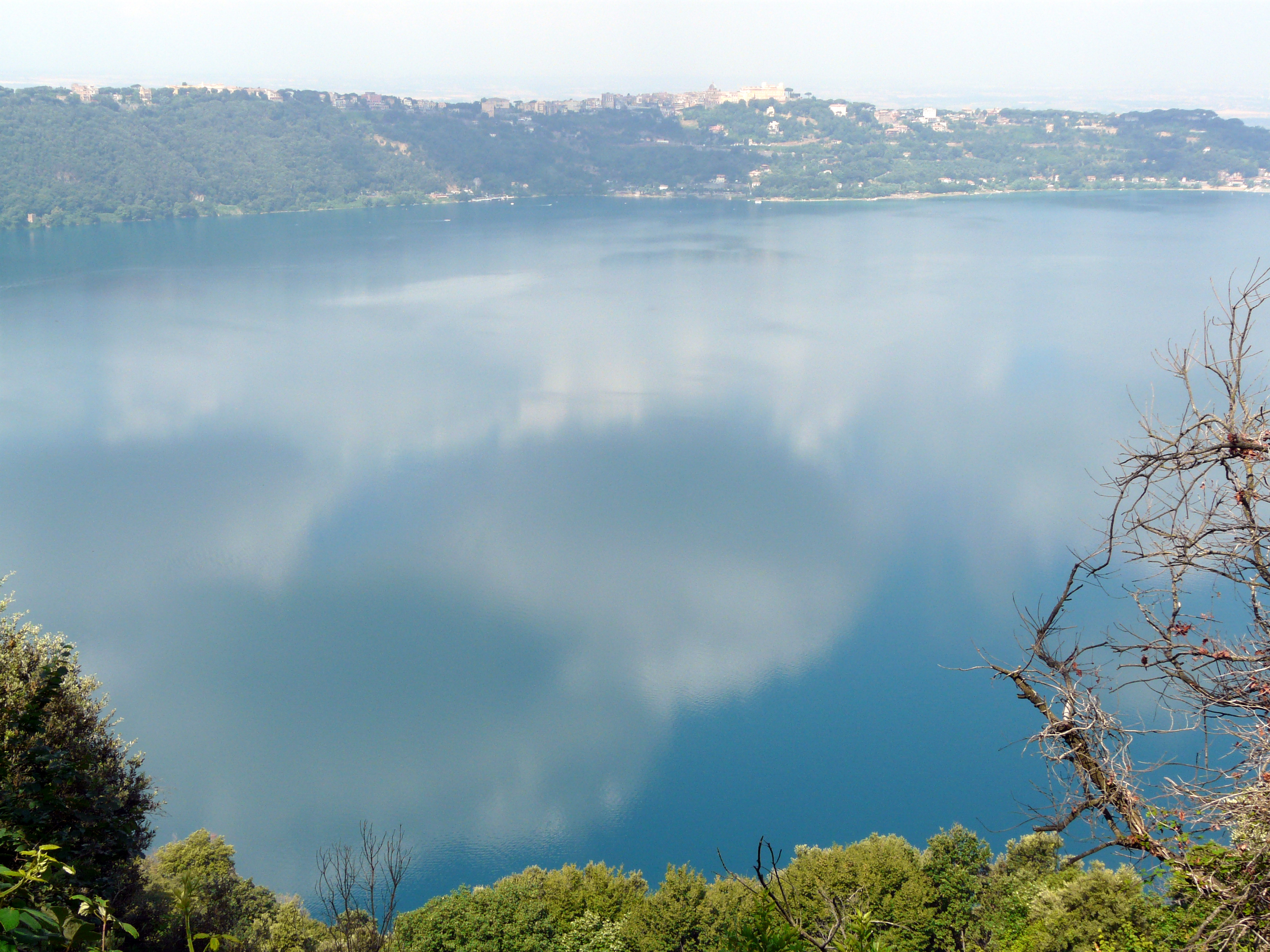
دریاچه آلبانو

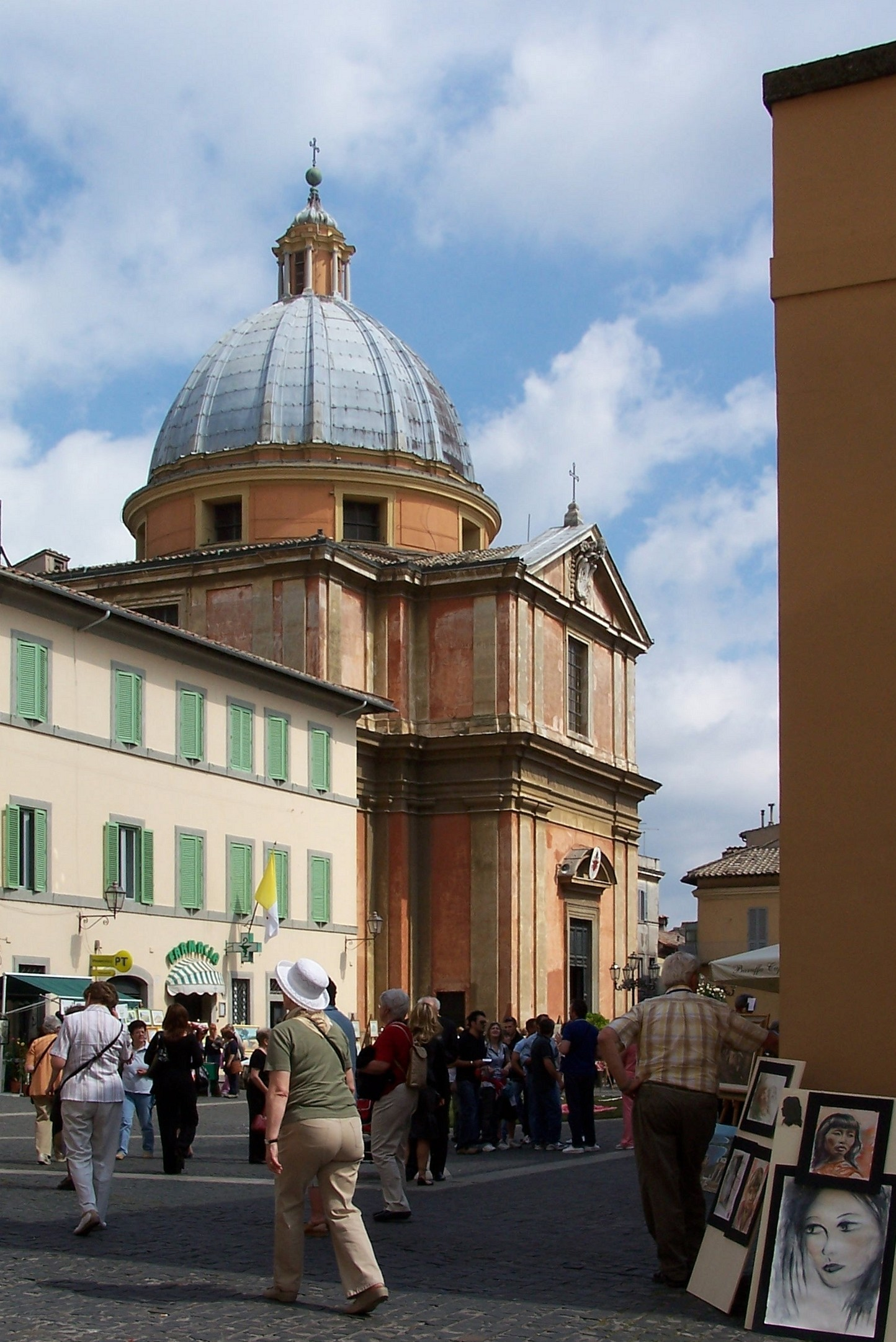
کالج سن توماس ویلانوا در لیبرتی پیاتسا

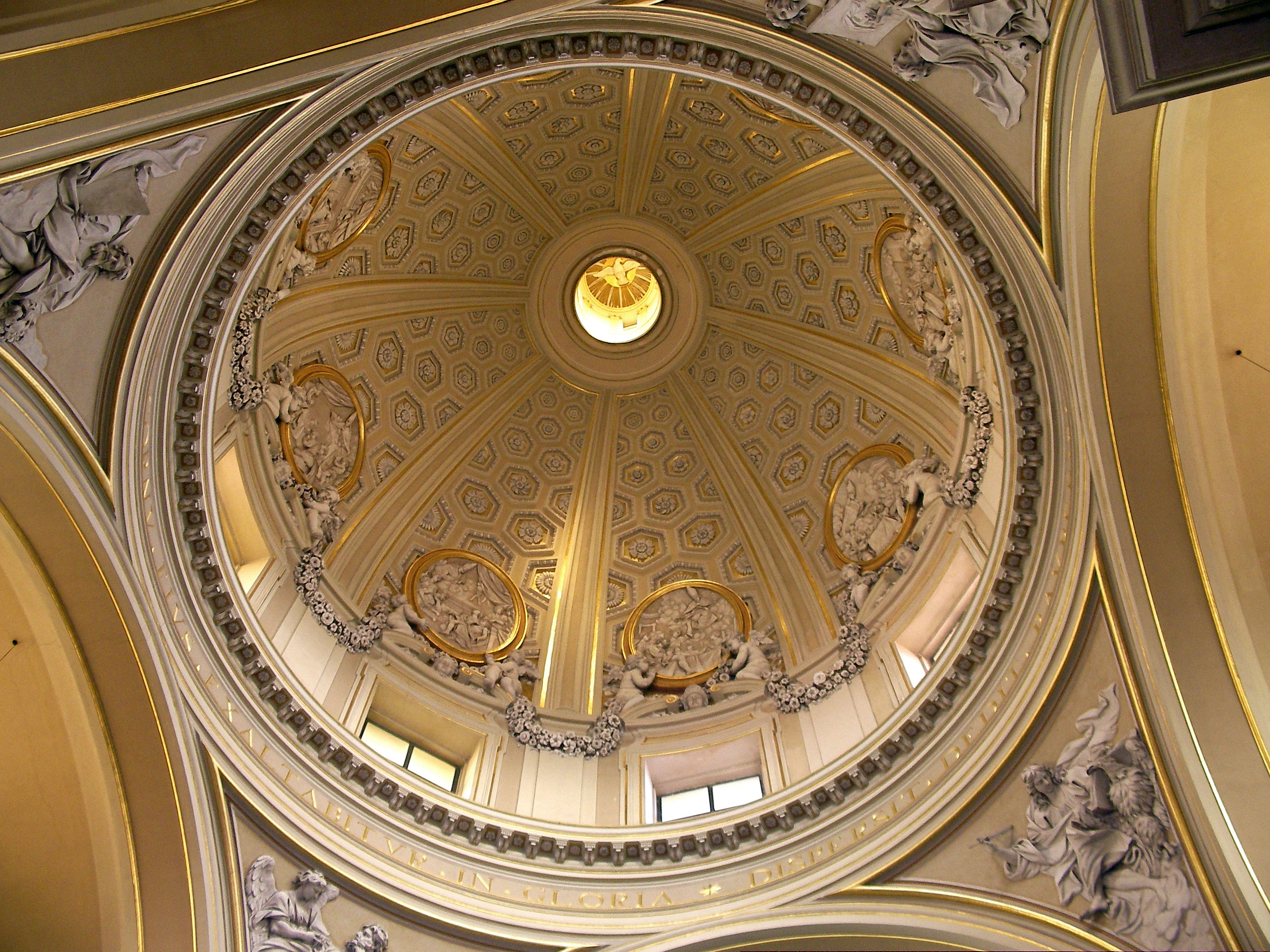
کلیسایی در کاستل گاندولفو

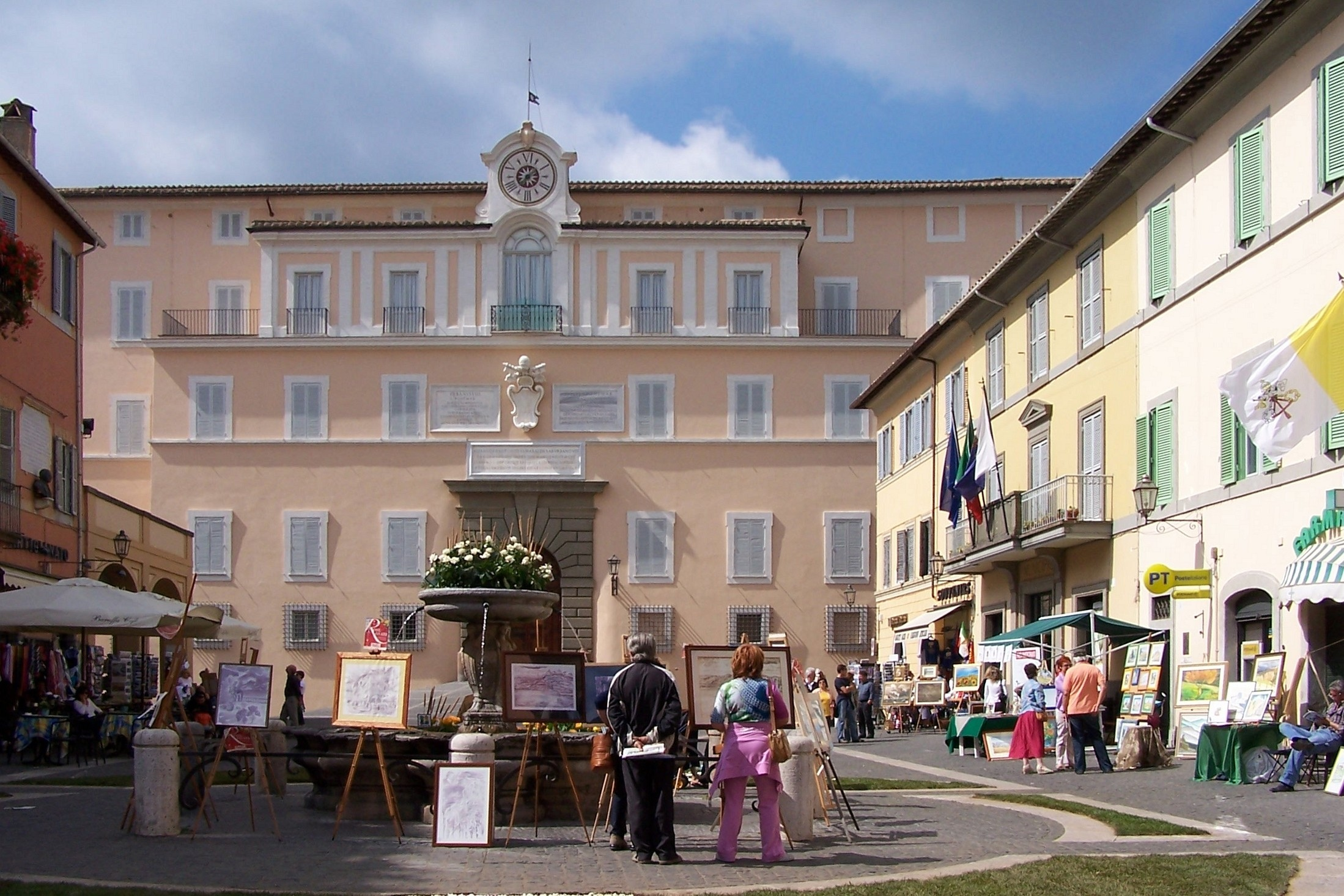
قصری تاریخی در کاستل گاندولفو

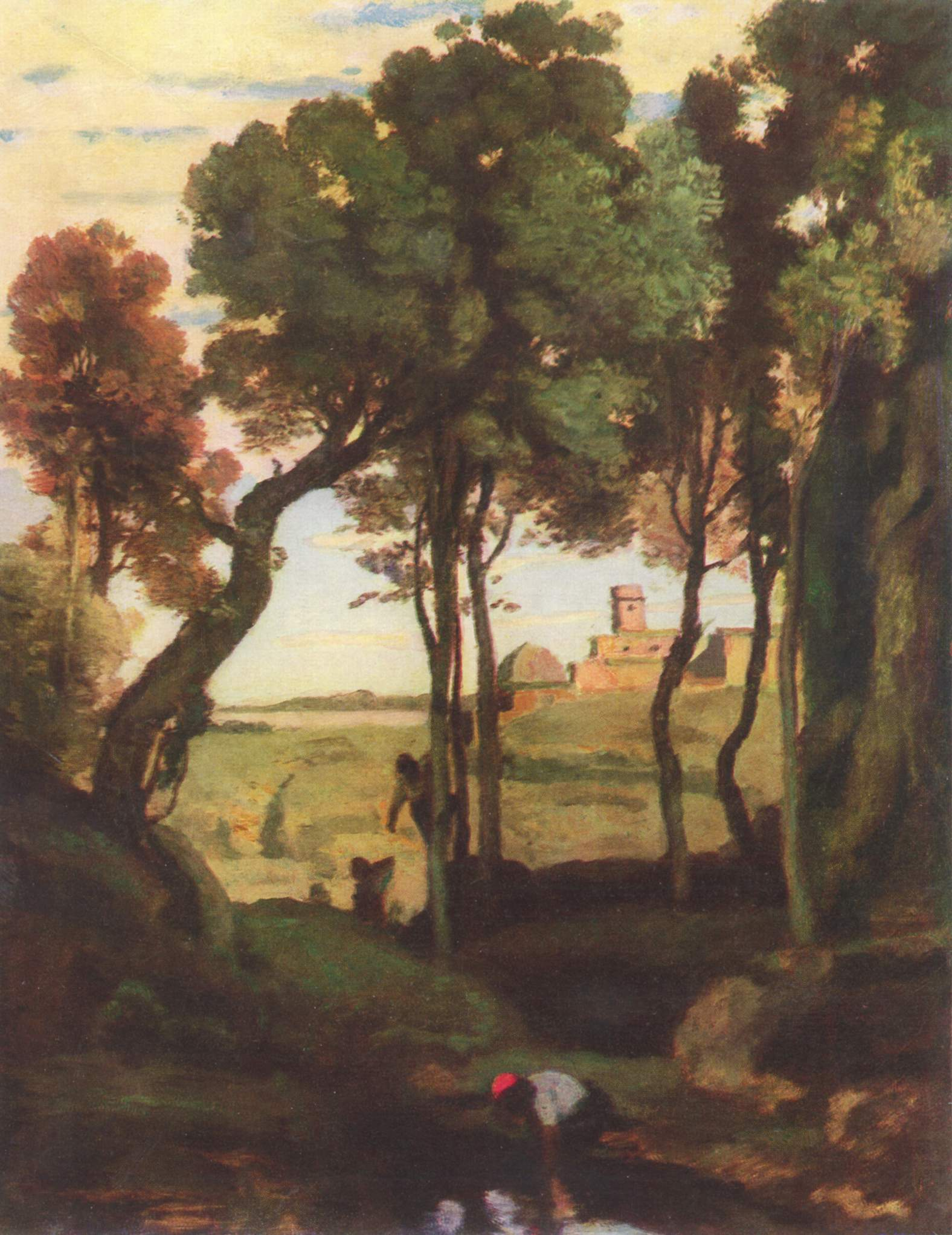
کاستل گالدونفو اثر ژان باپتیسته کامیله کورو (۱۸۲۶)

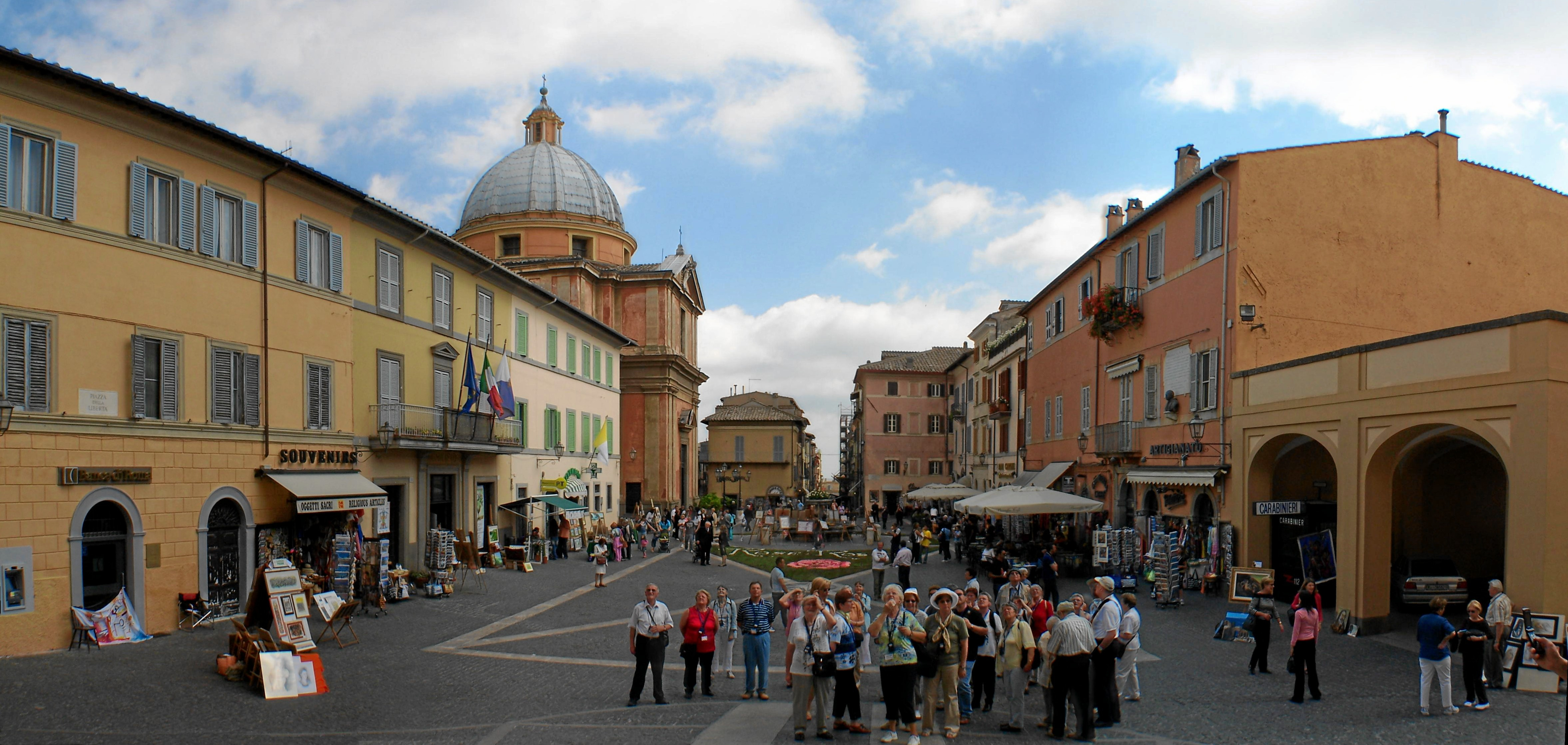
نمایی از میدان اصلی شهر